# 3508 Pasternak
3508 Pasternak è un asteroide della fascia principale. Scoperto nel 1980, presenta un'orbita caratterizzata da un semiasse maggiore pari a 2,7575755 UA e da un'eccentricità di 0,1132918, inclinata di 6,64191° rispetto all'eclittica.